# خان أفضل
خان أفضل (بالفارسية: کاروانسرای افضل) هو خان تاريخي يعود إلى عصر القاجاريون، ويقع في تستر.